# Ковекта
Ковекта — железнодорожная станция (населённый пункт) в Чернышевском районе Забайкальского края России, входит в состав Жирекенского городского поселения. Основана в 1908 году.

## География
Населённый пункт находится в северной части района, на расстоянии примерно 9 км (по прямой) к северо-востоку от посёлка городского типа Чернышевск, административного центра района.

### Климат
Климат резко континентальный. Средняя температура июля +16 +20 °С (максимальная +37 °С), января –26 –30 °С (абсолютный минимум –57 °С). Осадков выпадает 300–350 мм/год. Вегетационный период продолжается от 130 до 150 дней.  

### Часовой пояс
Железнодорожная станция Ковекта находится в часовой зоне МСК+6. Смещение применяемого времени относительно UTC составляет +9:00.

## Население
| 2010 | 2021 |
| ---- | ---- |
| 30   | →30  |

### Национальный состав
Согласно результатам переписи 2002 года, в национальной структуре населения русские составляли 91 % из 43 чел.